# Amata melaproctis
Amata melaproctis là một loài bướm đêm thuộc phân họ Arctiinae, họ Erebidae.